# Imagine (альбом Джона Леннона)
Imagine (МФА: [ɪˈmæʤɪn]; рус. Представь себе) — второй студийный альбом Джона Леннона, вышедший в 1971 году. В некотором смысле, эта пластинка стала продолжением «John Lennon/Plastic Ono Band», вышедшего на год раньше, однако «Imagine» содержит больше песен с политическим подтекстом.
Оформление альбома выдержано в голубых тонах, что символизирует небо. На переднюю сторону обложки помещена фотография Леннона, сделанная Энди Уорхолом, а на заднюю — фотография Джона, смотрящего в небо (намёк на строчку из заглавной песни: «Above us only sky»). Также в оформлении была использована фотография Леннона, держащего за уши свинью — прямая насмешка над обложкой альбома Пола Маккартни «Ram», где тот подобным образом держал за рога барана.
В 1977 году эта пластинка была выпущена в СССР Всесоюзной фирмой грамзаписи «Мелодия» и в конце 1978 года по итогам хит-парада «Звуковая дорожка» газеты «Московский комсомолец» заняла 7-е место в номинации «Лучший диск», набрав 315 читательских голосов.

## Список композиций/участники записи

Задняя сторона обложки

### Imagine (Представь себе) 2:58
- Автор: Джон Леннон
- В записи приняли участие: Джон Леннон (вокал, фортепиано), Клаус Форман (бас-гитара), Алан Уайт (ударные)
- Записан: 20-28 мая, 4-5 июля 1971

Imagine, заглавная композиция альбома, в будущем стала визитной карточкой Леннона. Песня отражала его политические взгляды: отрицала религию, частную собственность, государственные границы и призывала к личной свободе и миру.

### Crippled Inside (Моральный калека) 3:47
- Автор: Джон Леннон
- В записи приняли участие: Джон Леннон (вокал, электрогитара), Клаус Форман, Стив Бренделл (оба — бас-гитара), Джордж Харрисон (добро), Ники Хопкинс (фортепиано), Тед Тёрнер, Род Линтон, Джон Таут (все трое — акустическая гитара)
- Записан: 26 мая 1971

Леннон записал "Crippled Inside" 26 мая 1971 года в Ascot Sound Studios во время записи этого альбома. Мелодия бриджа песни была заимствована из песни "Black Dog" 1964 года от блюзовой группы "Кернер, Рэй и Гловер".

### Jealous Guy (Ревнивый парень) 4:16
- Автор: Джон Леннон
- В записи приняли участие: Джон Леннон (вокал, электрогитара), Клаус Форман (бас-гитара), Джон Бархэм (фисгармония), Джим Кельтнер (ударные), Алан Уайт (его роль указана как Good vibes, то есть поддержание хорошей атмосферы)
- Записан: 24 мая, 4-5 июля 1971

Написана в 1968 году в Индии. Первоначальное название «Child of Nature». Первая демоверсия была записана в доме Харрисона в мае 1968 года, однако песня не попала в Белый альбом. Позже, группа снова записала песню в январе 1969 года, и Леннон планировал включить её в альбом Let it Be, но в итоге песня не вошла в альбом. В конце концов, текст о сыне природы был заменён на текст о ревнивом влюблённом, и композиция «Child of Nature» стала «Jealous Guy».

### It’s So Hard (Это так трудно) 2:25
- Автор: Джон Леннон
- В записи приняли участие: Джон Леннон (вокал, гитара), Клаус Форман (бас-гитара), Кинг Кёртис (саксофон), Джим Гордон (ударные)
- Записан: 11 февраля, 4 июля 1971

"It's So Hard" - это рок-мелодия в стиле блюза. Музыкальный критик Уилфрид Меллерс считает, что вокальная линия основана на евангелии, но заявляет, что использование в песне заострённых четвертей и ложных отношений придаёт ей «суровую реальность, сравнимую с реальностью подлинной музыки. Примитивный блюз». Критик Rolling Stone Дэвид Фрике описывает его «как «Yer Blues» из The Beatles, с чётким ритмом и сердечными звуками тенор-саксофона».

### I Don’t Wanna Be a Soldier (Я не хочу быть солдатом) 6:05
- Автор: Джон Леннон
- В записи приняли участие: Джон Леннон (вокал, гитара), Клаус Форман (бас-гитара), Джордж Харрисон (гитара), Ники Хопкинс (фортепиано), Мики Пайндер (тамбурин), Кинг Кёртис (саксофон), Джоуи Бэдфингер, Томми Бэдфингер (оба — акустическая гитара), Джим Кельтнер (ударные)
- Записан: 11-16 февраля, 24 мая, 4 июля 1971

Полное название этой песни — I Don’t Wanna Be a Soldier, Mama, I Don’t Wanna Die (рус. Я не хочу быть солдатом, мама, я не хочу умирать). Это — одна из нескольких песен альбома, критикующих современное общество.

### Gimme Some Truth (Дай мне правды) 3:16
- Автор: Джон Леннон
- В записи приняли участие: Джон Леннон (вокал, гитара), Клаус Форман (бас-гитара), Джордж Харрисон (лид-гитара), Ники Хопкинс (фортепиано), Род Линтон, Энди (оба — акустическая гитара), Алан Уайт (ударные)
- Записан: 20-28 мая 1971

Песня схожа по духу с предыдущей, I Don’t Wanna Be a Soldier, и повествует о том, что нас постоянно окружает ложь.

### Oh My Love (О, любовь моя) 2:44
- Авторы: Джон Леннон, Йоко Оно
- В записи приняли участие: Джон Леннон (вокал, фортепиано), Клаус Форман (бас-гитара), Джордж Харрисон (гитара), Ники Хопкинс (синтезатор), Алан Уайт (ударные)
- Записан: 20-28 мая 1971

Первоначально песня была написана и записана в 1968 году после записи альбома The Beatles. Это демо было выпущено во многих нелицензионных альбомах. Записанная 28 мая 1971 года в Ascot Sound Studios, "Oh My Love" стала последней песней, записанной для пластинки Imagine. Бывший участник группы Джордж Харрисон написал гитару для этой песни и нескольких других песен для альбома. Его гитарная работа для песни перекликается с песнями Белого альбома «Julia» и «Happiness Is a Warm Gun». "Oh My Love" также была выпущена в альбоме Леннона Wonsaponatime в 1998 году и в альбоме The US vs. John Lennon в 2006 году. Это трек номер 7 на Wonsaponatime и трек номер 20 на The US vs. John Lennon .

### How Do You Sleep? (Как тебе спится?) 5:36
- Автор: Джон Леннон
- В записи приняли участие: Джон Леннон (вокал, гитара), Клаус Форман (бас-гитара), Джордж Харрисон (гитара), Ники Хопкинс (фортепиано), Алан Уайт (ударные)
- Записан: 20-28 мая, 4-5 июля 1971

How Do You Sleep? — фактически, письмо Леннона Полу Маккартни. Песня содержит как намёки, так и прямые оскорбления (хотя слова о том, что Маккартни где-то украл мелодию «Yesterday», были в итоге вырезаны из текста). Начало песни напоминает начало композиции Маккартни «Sgt. Pepper’s Lonely Hearts Club Band» из одноимённого альбома «The Beatles».

### How? (Как?) 3:43
- Автор: Джон Леннон
- В записи приняли участие: Джон Леннон (вокал, фортепиано), Клаус Форман (бас-гитара), Ники Хопкинс (фортепиано), Род Линтон, Энди (оба — акустическая гитара), Алан Уайт (ударные)
- Записан: 20-28 мая 1971

### Oh Yoko! (О, Йоко!) 4:20
- Автор: Джон Леннон
- В записи приняли участие: Джон Леннон (вокал, гитара, губная гармоника), Клаус Форман (бас-гитара), Ники Хопкинс (фортепиано), Род Линтон, Энди (оба — акустическая гитара), Алан Уайт (ударные)
- Записан: 20-28 мая 1971

Леннон начал писать песню в 1968 году во время визита Битлз в Индию, но песня не была полностью завершена до начала записи Imagine три года спустя. Мелодия была навеяна «Lost John» Лонни Донегана, песней, которую Леннон любил и которую часто играл. Песня была записана 25 мая 1971 года на студии Ascot Sound Studios. Роберт Кристгау назвал её «мгновенной народной песней, достойной Rosie & the Originals (американской музыкальной группы 60-х)». Также существует незавершённая версия песни, которая была записана на плёнку в отеле Sheraton Oceanus во Фрипорте, Багамы, 25 мая 1969 года. EMI хотели выпустить песню как сингл, но Леннон отказался. В Соединённых Штатах единственным синглом с альбома стала песня «Imagine». В Соединённом Королевстве не было выпущено ни одного сингла с этого альбома.

## Переиздание 2018 года
5 октября 2018 года альбом был переиздан под названием Imagine: The Ultimate Collection. Издание было выпущено в нескольких форматах:
- Standard Edition — на одном CD-диске; включает ремастированный 10-трековый альбом.
- Deluxe Edition — на одном CD-диске; на первом диске — ремастированный 10-трековый альбом и шесть треков из сингла, а на втором диске — элементные миксы и ранее неизданные ауттейки[6].
- Super Deluxe Box — на четырёх CD-дисках и на двух Blu-ray; на первом диске — ремастированный 10-трековый альбом и шесть треков из сингла, на втором диске — элементные миксы и ранее неизданные ауттейки, на третьем диске — ранее неизданные ауттейки Raw Studio Mixes и на четвёртом диске — The Evolution Documentary о пути каждой песни от демо к законченному варианту. Пятые и шестые диски Blu-ray включают ремастированные миксы, ауттейки в 5.1 формате, а также дополнительные треки и интервью Эллиота Минтца[7].
- Remastered Vinyl — на двух виниловых LP-дисках; включает версии Deluxe Edition (за исключением шести треков из сингла)[8]. Также существуют другие издания пластинки: оригинальное издание (чёрный цвет) и ограниченное издание (прозрачный цвет).

| Диск 1 — ремастированный альбом и синглы 1. «Imagine» 2. «Crippled Inside» 3. «Jealous Guy» 4. «It's So Hard» 5. «I Don't Wanna Be A Soldier Mama I Don't Wanna Die» 6. «Gimme Some Truth» 7. «Oh My Love» 8. «How Do You Sleep?» 9. «How?» 10. «Oh Yoko!» 11. «Power To The People» 12. «Well... (Baby Please Don't Go)» 13. «God Save Us» 14. «Do The Oz» 15. «God Save Oz» 16. «Happy Xmas (War Is Over)» Диск 2 — элементные миксы и ауттейки 1. «Imagine» (Strings Only) 2. «Jealous Guy» (Piano, Bass and Drums) 3. «Oh My Love» (Vocals Only) 4. «How?» (Strings Only) 5. «Imagine» (Demo) 6. «Imagine» (Take 1) 7. «Crippled Inside» (Take 3) 8. «Crippled Inside» (Take 6 Alternate Guitar Solo) 9. «Jealous Guy» (Take 9) 10. «It's So Hard» (Take 6) 11. «I Don't Wanna Be A Soldier Mama I Don't Wanna Die» (Take 11) 12. «Gimme Some Truth» (Take 4) 13. «Oh My Love» (Take 6) 14. «How Do You Sleep?» (Takes 1 and 2) 15. «How?» (Take 31) 16. «Oh Yoko!» (Bahamas 1969) 17. «Power To The People» (Take 7) 18. «God Save Us» (Demo) 19. «Do The Oz» (Take 3) 20. «Happy Xmas (War Is Over)» (Alternate Mix) Диск 3 — Raw Studio Mixes 1. Imagine (Take 10) 2. Crippled Inside (Take 6) 3. Jealous Guy (Take 29) 4. It’s So Hard (Take 11) 5. I Don’t Wanna Be A Soldier Mama I Don’t Wanna Die (Take 11) 6. Gimme Some Truth (Take 4 Extended) 7. Oh My Love (Take 20) 8. How Do You Sleep? (Take 11 Extended) 9. How? (Take 40) 10. Oh Yoko! (Take 1 Extended) 11. Imagine (Take 1) 12. Jealous Guy (Take 11) 13. I Don’t Wanna Be A Soldier Mama I Don’t Wanna Die (Take 21) 14. How Do You Sleep? (Take 1) 15. How Do You Sleep? (Takes 5 and 6) Диск 4 — The Evolution Documentary 1. «Imagine» 2. «Crippled Inside» 3. «Jealous Guy» 4. «It's So Hard» 5. «I Don't Wanna Be A Soldier Mama I Don't Wanna Die» 6. «Gimme Some Truth» 7. «Oh My Love» 8. «How Do You Sleep?» 9. «How?» 10. «Oh Yoko!» | Диск 5 — Blu-Ray 1. «Imagine» 2. «Crippled Inside» 3. «Jealous Guy» 4. «It's So Hard» 5. «I Don't Wanna Be A Soldier Mama I Don't Wanna Die» 6. «Gimme Some Truth» 7. «Oh My Love» 8. «How Do You Sleep?» 9. «How?» 10. «Oh Yoko!» 11. «Power To The People» 12. «Well... (Baby Please Don't Go)» 13. «God Save Us» 14. «Do The Oz» 15. «God Save Oz» 16. «Happy Xmas (War Is Over)» Imagine The Quadrosonic Mixes 1. «Imagine» 2. «Crippled Inside» 3. «Jealous Guy» 4. «It's So Hard» 5. «I Don't Wanna Be A Soldier Mama I Don't Wanna Die» 6. «Gimme Some Truth» 7. «Oh My Love» 8. «How Do You Sleep?» 9. «How?» 10. «Oh Yoko!» Outtakes 1. «Imagine» (Demo) 2. «Imagine» (Take 1) 3. «Crippled Inside» (Take 3) 4. «Crippled Inside» (Take 6 Alternate Guitar Solo) 5. «Jealous Guy» (Take 9) 6. «It's So Hard» (Take 6) 7. «I Don't Wanna Be A Soldier Mama I Don't Wanna Die» (Take 11) 8. «Gimme Some Truth» (Take 4) 9. «Oh My Love» (Take 6) 10. «How Do You Sleep?» (Takes 1 and 2) 11. «How?» (Take 31) 12. «Oh Yoko!» (Bahamas 1969) 13. «Power To The People» (Take 7) 14. «God Save Us» (Demo) 15. «Do The Oz» (Take 3) 16. «Happy Xmas (War Is Over)» (Alternate Mix) Диск 6 — Blu-Ray The Raw Studio Mixes Extended Albums Versions 1. «Imagine» (Take 10) 2. «Crippled Inside» (Take 6) 3. «Jealous Guy» (Take 29) 4. «It’s So Hard» (Take 11) 5. «I Don’t Wanna Be A Soldier Mama I Don’t Wanna Die» (Take 11) 6. «Gimme Some Truth» (Take 4 Extended) 7. «Oh My Love» (Take 20) 8. «How Do You Sleep?» (Take 11 Extended) 9. «How?» (Take 40) 10. «Oh Yoko!» (Take 1 Extended) 11. «Imagine» (Take 1) 12. «Crippled Inside» (Take 2) 13. «Crippled Inside» (Take 6 Alternate Guitar Solo) 14. «Jealous Guy» (Take 11) 15. «I Don't Wanna Be A Soldier Mama I Don't Wanna Die» (Take 21) 16. «Gimme Some Truth» (Take 1) 17. «How Do You Sleep?» (Take 1) 18. «How Do You Sleep?» (Takes 5 and 6) 19. «How?» (Takes 7-10) 20. «How?» (Take 40 Alternate Vocal) 21. «Oh Yoko!» (Take 1 Tracking Vocal) Elements Mixes 1. «Imagine» (Strings) 2. «Crippled Inside» (Upright Bass and Drums) 3. «Jealous Guy» (Piano, Bass & Drums) 4. «It's So Hard» (Strings) 5. «I Don't Wanna Be A Soldier Mama I Don't Wanna Die» (Guitar, Bass and Drums) 6. «Gimme Some Truth» (Electric Piano and Guitar) 7. «Oh My Love» (Vocals) 8. «How Do You Sleep?» (Strings) 9. «How?» (Strings) 10. «Oh Yoko!» (Acoustic) The Evolution Documentary 1. «Imagine» 2. «Crippled Inside» 3. «Jealous Guy» 4. «It's So Hard» 5. «I Don't Wanna Be A Soldier Mama I Don't Wanna Die» 6. «Gimme Some Truth» 7. «Oh My Love» 8. «How Do You Sleep?» 9. «How?» 10. «Oh Yoko!» 11. «Power To The People» 12. «Well... (Baby Please Don't Go)» 13. «God Save Us/God Save Oz» 14. «Do The Oz» 15. «Happy Xmas (War Is Over)» 16. «Tittenhurst Park» |

## Влияние

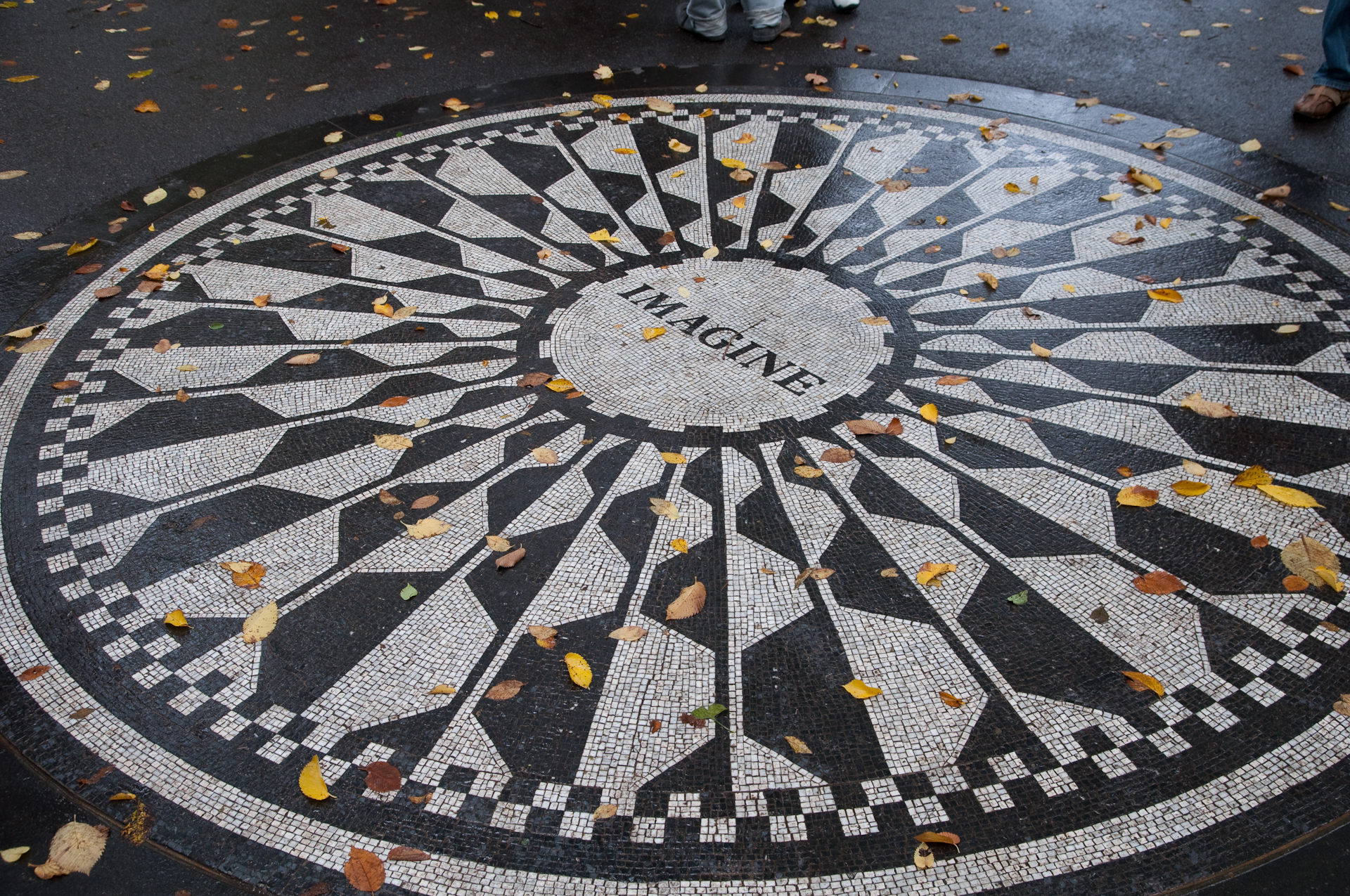
Мозаичное панно «Imagine»

- Мозаичное панно всего с одним словом — «Imagine» — находится в Центральном Парке Нью-Йорка, мемориал «Земляничные поля», неподалёку от здания «Дакота» (на углу 72-й улицы и авеню Сентрал Парк Вест), где жил Леннон. Мемориал назван в честь песни Strawberry Fields Forever, в свою очередь названной в честь приюта в Ливерпуле. Каждый год 9 октября, в день рождения Джона Леннона, на «Земляничных полях» у мозаики «Imagine» собираются поклонники Леннона и в целом творчества The Beatles.
- Реплики Леннона из песни Imagine были взяты в качестве основы для «интервью» в фильме «Форрест Гамп», в котором он обсуждал вместе с Форрестом быт жителей Китая.